# WION
The World is One News (WION) est une multinationale indienne chaîne d'information en langue anglaise dont le siège est à New Delhi. Il appartient au groupe Essel et fait partie du réseau de chaînes Zee Media. Selon le magazine d'information The Week, la chaîne "couvre l'actualité mondiale et l'actualité d'un point de vue indien, à la CNN et Al Jazeera",,,.

## Histoire
Son site web a été lancé dans de nombreux pays en tant que free-to-air service par satellite le 15 juin 2016. La chaîne de télévision a commencé à diffuser le 15 août 2016. WION est la première chaîne d'information internationale privée de l'Inde.

## Équipe

### Équipe fondatrice
L'équipe fondatrice comprenait Rohit Gandhi et Leon Desai en tant que rédacteur en chef, Mandy Clark ancien correspondant de CBS et Mithaq Kazimi, directeur des médias américains, respectivement en tant que producteurs délégués. Parmi les journalistes connus figuraient Saad Hammadi, chef du bureau du Bangladesh et ancien correspondant de The Guardian,, Archith Seshadri, ancien présentateur de CNN et Tathagata Bhattacharya, ancien rédacteur en chef de l'édition Web de CNN.

### Équipe actuelle
L'équipe actuelle comprend Sudhir Chaudhary en tant que rédacteur en chef et l'ancien rédacteur en chef Palki Sharma Upadhyay en tant que rédacteur en chef. Palki Sharma Upadhyay anime un segment spécial "Gravitas" qui est diffusé du lundi au vendredi de 21h à 22h IST. Sidhant Sibal de DD News a rejoint l'organisation le 1er avril 2018. Sumit Chaturvedi, qui travaillait auparavant pour ET Now et CNBC TV18, s'occupe actuellement du contenu des nouvelles économiques et dirige des émissions commerciales du matin et du soir appelées "WALLET". L'ancien présentateur de nouvelles de Republic TV, Akanksha Swarup, a rejoint WION en 2018, devenant l'un des principaux visages de la chaîne. Sayed Mustafa Kazemi est devenu le correspondant afghan de la chaîne en février 2020. Les journalistes associés incluent Naveen Kapoor, Digvijay Singh Deo, Rabin Sharma, Ieshan Wani, Kartikeya Sharma et Alyson le Grange.
Le chef du bureau pakistanais de la chaîne, Taha Siddiqui, a été contraint à l'exil après une tentative d'enlèvement ratée à Islamabad. Il a été remplacé par Anas Mallick,.

## Contenu

### programmes télé
- Prime-Time : GRAVITAS est l'émission diffusée aux heures de grande écoute de WION qui apporte aux téléspectateurs des nouvelles et des discussions sur des problèmes simultanés de l'Inde et du monde entier.
- Global Leadership Series (GLS): un programme basé sur des entretiens avec une sélection de chefs d'État ou de gouvernement.
- WION World Order : plateforme de dialogue mutuel sur les politiques étrangères.
- The Diplomacy Show : Entretiens avec des diplomates.
- WION Sports : couvre les sports mondiaux
- Top Stories: apporte les dernières nouvelles de l'heure de l'Inde et du monde entier.
- WION Speed News : un segment d'actualités de WION qui présente les principales actualités du matin du monde entier.
- Portefeuille WION : couverture de la finance et de l'économie
- WION Fineprint : analyse approfondie de l'actualité internationale et des développements concernant les questions sociales et économiques
- Votre histoire : informations détaillées sur les histoires les plus tendances du jour dans le monde entier.
- WION Pitstop : salon de l'auto couvrant les avant-premières, les lancements, les rapports de première conduite/course, les comparaisons et l'action du sport automobile en Inde et dans le monde entier.
- WION Tech It Out : une émission hebdomadaire qui explore la technologie en tant que concept quotidien.
- WION Wings : première émission télévisée sur l'aviation en Inde, axée sur ce qui concerne le vol, les spectacles aériens, les pilotes, les compagnies aériennes et l'aviation générale
- WION MELT : Un programme qui vise à expliquer le monde du marketing à travers des conversations avec des leaders de l'industrie, animé par Anant Rangaswami et Ritwika Gupta.
- WION Edge : L'un des programmes les plus regardés de WION, axé sur des intrigues et des personnes du monde entier[19].

#### Spectacles précédents
- Démocratie et dictature, animé par Rohit Gandhi (2016-2017)[20]
- Conversations, animées par Mithaq Kazimi (2016-2017)[21]
- This Also Happened, animé par Archit Sheshadri et Sana Khan (2016-2018)[22]
- Petit-déjeuner WION organisé par divers présentateurs (2016-2017)[23]

## Controverses
Newslaundry a déclaré dans un article de 2020 que "Malgré ses incursions occasionnelles dans l'hyperbole, WION est une chaîne d'information plutôt respectable". Cependant, il a également critiqué Sudhir Chaudhary pour avoir encouragé l'islamophobie et des reportages biaisés.
En 2021, la nomination de MJ Akbar, journaliste et homme politique indien accusé d'agressions sexuelles par de nombreuses femmes, à WION en tant que "consultant éditorial" a suscité la controverse, plus de 150 journalistes signant une déclaration exigeant qu'Akbar soit licencié de WION et Zee News ainsi qu'interdit de travailler en salle de rédaction par la Editors Guild of India.